# Баргалска епископска базилика
Баргалската епископска базилика или Баргалската базилика intra muros (на македонска литературна норма: Баргалска епископска базилика) е археологически обект в античния македонски град Баргала, Северна Македония.

## История
Епископската базилика е разположена в северозападния ъгъл на крепостта и тя заедно с двора си е почти напълно открита от археолозите. В двора има баптистерий с мозайки. Епископската базилика е построена в края на IV век, а през V-VI век е обновена изцяло. Тя представлява стандартна раннохристиянска сграда от Балканския полуостров и Средиземноморието. От архитектурна гледна точка тя представлява трикорабна базилика с полукръгла апсида отвътре и отвън и с вътрешен нартекс и екзонартекс. От вътрешността на базиликата, особено впечатляващи са подовете покрити с каменни плочи, освен северният – покрит с полихромна мозайка. Най-хубав е подът на пресвитерия, който е бил покрит с бели и сиви плочи в opus sectile. Обектът изобилства с богата архитектурно-декоративна пластика, сред която особено се открояват мраморните капители, украсени с глави на лъвове и листа от лозя, както и няколко парапетни плочи. На един капител на входния трибелон в екзонартекса е намерен надпис: „Христе, помогни на своя роб, епископ Ермия“.
Ориентацията на базиликата е напълно различна от тази на останалите раннохристиянски храмове в региона, което говори, че след 500 година старата градска планировка е била изоставена. След разрушаването на храма при аваро-славянските нашествия върху руините на базиликата е построен еднокорабен храм, в който са използвани архитектурни елементи от стария. Откритите монети на император Фока говорят, че храмът е бил действащ в началото на VII век.